# Alphonse Boudard
Pour les articles homonymes, voir Boudard.
Alphonse Boudard, né le 17 décembre 1925 à Paris et mort le 14 janvier 2000 à Nice (Alpes-Maritimes), est un romancier et scénariste français.
Après s'être engagé dans la Résistance durant la Seconde Guerre mondiale, il sombre dans la délinquance et découvre la littérature en prison. À l'âge de trente-trois ans, il publie des romans et des nouvelles écrits dans une langue drue, nourrie de l'argot et du langage populaire,. Certaines de ses œuvres sont adaptées au cinéma et il travaille lui-même sur le scénario de nombreux films, qui sont pour la plupart des films policiers ou de gangsters.

## Biographie

### Enfance et entrée dans la Résistance
Né d'un père inconnu et d'une mère courtisane et souvent absente, Alphonse Boudard est élevé dans une famille de paysans en pleine forêt d'Orléans puis récupéré à l’âge de sept ans par sa mère qui le confie à sa grand-mère parisienne ; il découvre alors le 13e arrondissement prolétaire. Après avoir obtenu son certificat d'études, il devient apprenti dans une fonderie typographique en 1941.
Confronté à la Seconde Guerre mondiale, il entre dans la Résistance en rejoignant un maquis dans le centre de la France en 1943. En 1944, il participe à la Libération de Paris au sein d'un groupe FFI puis intègre les troupes du colonel Fabien dont il fait le portrait dans Le Corbillard de Jules.
Il quitte les « Fabiens », pour rejoindre les commandos de France de la 1re armée du maréchal de Lattre. Blessé au combat à Colmar lors de la campagne d'Alsace, il est décoré de la Croix de guerre 1939-1945,,. Il dénonce dans ses livres les résistants de la dernière heure acclamant Charles de Gaulle après avoir planqué le portrait de Philippe Pétain, ainsi que les épurateurs sauvages au passé « pactisant ».

### Premiers séjours en prison
Après la guerre, Alphonse Boudard raconte avoir continué à fréquenter les bordels militaires de campagne (thème qu'il évoque dans son livre sur les maisons closes), vit de petits boulots et traficote. Il glisse lentement mais sûrement vers les cambriolages. Plusieurs séjours en prison et sanatorium pour soigner sa tuberculose le conduisent à écrire des livres comme La Cerise et L'Hôpital.
Mais son premier livre, écrit en prison, n'est pas publié car jugé trop long (huit cents pages). Il le réécrit plus tard sous le titre Les Combattants du petit bonheur, comme il l'explique à son ami journaliste Jean-Luc Delblat : « J'avais quelque chose en moi qui me poussait, d'une façon très obscure. Je voulais gagner ma vie en écrivant. Au coup par coup, bien sûr, j'avais des doutes. J'ai tout d'abord écrit un livre, qui a été refusé. C'est ce qui est devenu Les Combattants du petit bonheur ».
Dans un documentaire, il a confié que c'était ce premier manuscrit qui aurait retenu l'attention de Robert Poulet et de Michel Tournier, alors lecteurs chez Plon, mais que finalement c'est un autre manuscrit qui donna lieu à la publication de son premier roman (La Métamorphose des cloportes). Il dit devoir sa vocation d'écrivain à Albert Paraz. Son éducation littéraire se fait lorsqu'il est commis dans une librairie d'ouvrages anciens, le Carillon des siècles, et dans les bibliothèques carcérales, notamment celle de la prison de Fresnes où il est employé.

« Quand j'étais en cellule, le soir, il y avait le couvre-feu. A six heures du soir il y a la soupe, et après fini! Il y a ce qui s'appelle la “fermeture”. L'électricité est coupée. Plus de lumière. En été, je pouvais travailler jusqu'au coucher du soleil, vers neuf, dix heures. Mais en hiver, c'était plus difficile. On se fabriquait des petites lampes, avec un fond de boîte de conserve ou de boîte de cirage. On y mettait de l'huile qu'on avait achetée à la cantine, puis une mèche en coton et on l'allumait... C'était comme la vieille lampe à huile de nos grand-mères. Ça présentait tout de même quelques difficultés, parce que si le maton était un sale con, il pouvait vous aligner et vous foutre un rapport. La sanction, c'était la privation de courrier, ou le mitard, éventuellement. »

— Alphonse Boudard

### Carrière littéraire
À partir de trente-trois ans, Alphonse Boudard se consacre à l'écriture en utilisant une langue drue, nourrie de l'argot et du langage populaire. Baptisés « romans » parce qu'il éprouve une forte crainte de choquer les familles des personnages dont il évoque les agissements scabreux et de s'exposer à des procès, ses principaux ouvrages sont néanmoins fortement autobiographiques avec quelques recours à son imagination. Il évoque un Paris populaire des années 1940 à travers ses gangsters, proxénètes, maquerelles, escrocs, prêtres pervers, etc. Sous le nom de Laurent Savani, il écrit aussi un roman érotique, Les Grandes Ardeurs, publié en 1958, et qui lui vaut un supplément de prison.

« Quand j'écris un livre, je veux avant tout que le lecteur se marre. J'ai une lettre de Jean Anouilh qui me dit : "J'ai ri tout seul en lisant votre livre !". Ça, ça me fait plaisir ! Ce genre de littérature est mal vu, parce que la littérature, "Ça doit être grave". Eh bien, tant pis. La gaieté, c'est ce qu'il y a de plus important dans la vie. Vous pouvez raconter les pires histoires de cette façon… »

— Alphonse Boudard
Il travaille pour le cinéma, écrivant notamment pour Jean Gabin quand celui-ci se brouille avec Michel Audiard, et pour la télévision, avec l'écriture et la présentation d'une série sur « Les Grands Criminels ». En 1967, il se voit confier l'écriture d'un film réunissant Jean Gabin et Louis de Funès et entreprend l'adaptation de sa nouvelle Gégène le tatoué mais, se heurtant aux différentes réclamations de modifications du scénario par les deux acteurs, il abandonne le projet, laissant le réalisateur Denys de La Patellière tourner Le Tatoué dans une situation fort inconfortable.
Au sein de la littérature française d'après-guerre, il s'inscrit dans cette famille d'écrivains au franc-parler où l'on rencontre René Fallet, Albert Simonin ou encore Antoine Blondin.

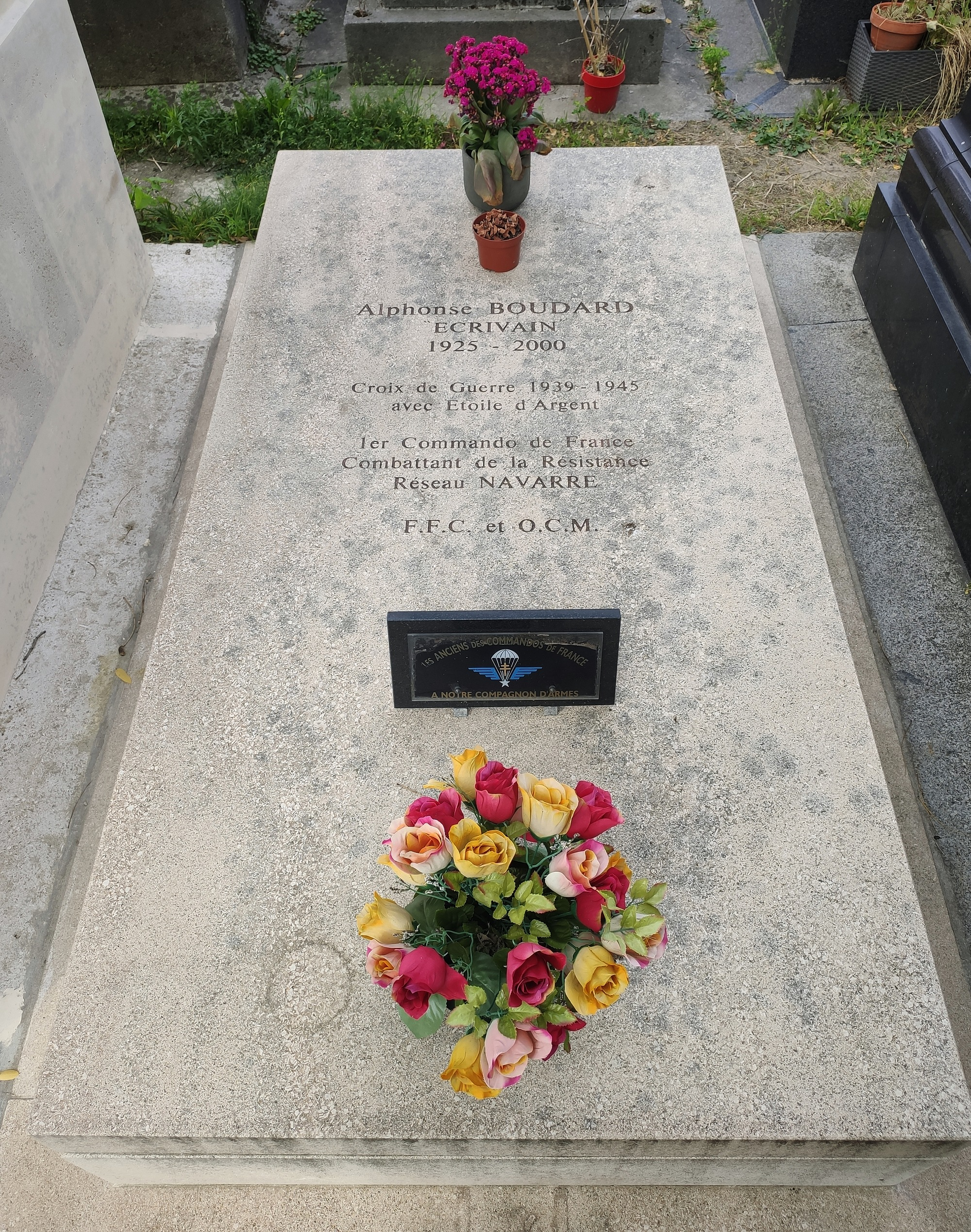
Tombe d'Alphonse Boudard au cimetière du Montparnasse (division 18).

Lors d'un interview en mai 1991 à Jean-Luc Delblat, Alphonse Boudard donne sa vision de la littérature contemporaine, avec un vocabulaire cru et haut en couleur : « Essayer de faire du cinéma… Parce que la galaxie Gutenberg va en prendre un coup dans les prochaines années ! Il n'y a plus beaucoup d'avenir dans la littérature… S'il veut "réussir", il n'a qu'à acheter un manuel du savoir-vivre et il trouvera ce qu'il lui faut! Il est important qu'il se construise une légende, qu'il se prenne au sérieux, qu'il écrive de façon assez obscure et qu'il soit susceptible d'intéresser les dames. Il faut aussi qu'il y ait un petit parfum sulfureux autour de lui, qu'il laisse entendre qu'il ait pu avoir une tendance à étrangler sa grand-mère, et ça marchera ! ».
Il a compté Paul Chambrillon, « fin connaisseur de Céline, ami d'Arletty et de Raimu », parmi ses relations amicales.
En 1999, pour s'opposer à la guerre en Serbie il signe la pétition « Les Européens veulent la paix », initiée par le collectif Non à la guerre.

### Mort
Alphonse Boudard meurt le 14 janvier 2000 à Nice des suites d'un malaise cardiaque à l'âge de 74 ans. Il est inhumé au cimetière du Montparnasse (division 18), à Paris.

### Romans
- 1962 : La Métamorphose des cloportes, Plon
- 1963 : La Cerise, Plon, Prix Sainte-Beuve
- 1966 : Les Matadors, Plon, réédité en 1975 sous le titre Bleubite, La Table Ronde
- 1972 : L'Hôpital, La Table Ronde
- 1974 : Cinoche, La Table Ronde
- 1975 : Manouche se met à table, Flammarion
- 1977 : Les Combattants du petit bonheur, La Table Ronde, Prix Renaudot
- 1979 : Le Corbillard de Jules, La Table Ronde
- 1980 : Le Banquet des léopards, La Table Ronde
- 1983 : Le Café du pauvre, La Table Ronde
- 1987 : L'Éducation d'Alphonse, Grasset
- 1993 : Saint-Fredo, Flammarion
- 1995 : Mourir d'enfance, Robert Laffont, Grand prix du roman de l'Académie française
- 1996 : Madame… de Saint Sulpice, Rocher
- 1999 : Chère visiteuse, Rocher, Prix des Romancières
- 2000 : Les Trois Mamans du petit Jésus, Robert Laffont, Prix Georges-Simenon, Prix Georges-Brassens

### Nouvelles
- 1982 : Les Enfants de chœur et autres nouvelles, Flammarion
- 1996 : Outrage aux mœurs et autres nouvelles, Librio
- 1997 : Revenir à Liancourt, Rocher

### Écrits sur la criminalité et la prostitution
- 1986 : La Fermeture : 13 avril 1946, la fin des maisons closes, Robert Laffont, Prix Rabelais
- 1988 : Patrick Fortier, Je me suis fait la belle, récit personnel raconté à Alphonse Boudard, Michel Lafon
- 1989 : Les Grands Criminels, Le Pré aux Clercs
- 1990 : L’Âge d’or des maisons closes, Albin Michel
- 1992 : Faits divers et châtiments, Le Pré aux Clercs
- 1997 : Quels romans que nos crimes, Rocher
- 1998 : L'Étrange Monsieur Joseph, Robert Laffont

Biographie de Joseph Joanovici, célèbre trafiquant devenu milliardaire sous l’occupation allemande ; procès retentissant en 1949.

### Écrits sur le langage
- 1970 : L'Argot sans peine ou la méthode à Mimile, avec Luc Étienne, La Table Ronde
- 1990 : "Préface" pour Jean-Paul Colin et al., Dictionnaire de l'argot, Larousse

### Autobiographie
- 1988 : Ma vie pleine de trous, racontée à Daniel Costelle, Plon

### Albums photos
- 1992 : Paris au petit bonheur (photos de Jean-Louis Courtinat), éd. du Perron
- 1993 : Le Vin quotidien, recueil de photos, éd. Du May
- 1993 : Bercy (photos de J.C. et Philippe Gautraud), Marval
- 1994 : La Nuit de Paris (photos de Yves Manciet), Pierre Bordas
- 1998 : La valse musette et l’accordéon : bals et guinguettes, en collaboration avec Marcel Azzola, Solar
- 1998 : Des gens sans importance (photos de Jérôme Ducrot), Albin Michel.

### Presse
- Collaboration à diverses publications : Le Figaro, Le Magazine littéraire, Le Quotidien de Paris, Lui, France-Soir, Détective et autres.
- Merde à l'an 2000, Le Dilettante, 2023, 228 p.

### Recueils
- 1991 : Chroniques de mauvaise compagnie, Presses de la Cité, préface de Frédéric Dard, regroupant quatre titres :
  - La Métamorphose des cloportes
  - La Cerise
  - L'Hôpital
  - Cinoche.
- 1996 : Les vacances de la vie, Omnibus, regroupant cinq titres :
  - Les Combattants du petit bonheur
  - Bleubite
  - Le Corbillard de Jules
  - Le Café du pauvre
  - L'Éducation d’Alphonse.
- 2011 : Les métamorphoses d'Alphonse, Robert Laffont, préface de Régine Deforges, regroupant trois titres :
  - Mourir d'enfance
  - L'Étrange Monsieur Joseph
  - La Fermeture.

### Théâtre
- 1983 : Les Sales Mômes, Petit Marigny.
- 1995 : Appelez-moi chef, Lansman, aussi connu sous le titre Cellule 118
- 1996 : La Rue Alphonse Boudard, Poche Montparnasse

## Filmographie
Note : le commentaire indique le rôle d'Alphonse Boudard dans le travail sur film (adaptateur, dialoguiste...) ou simplement le type du film (documentaire, téléfilm, série télévisée...).

### Cinéma
Adaptation de ses œuvres
- 1965 : La Métamorphose des cloportes de Pierre Granier-Deferre  — d'après son roman La Métamorphose des cloportes
- 1968 : Le Tatoué de Denys de La Patellière  — d'après sa nouvelle Gégène le tatoué
- 1982 :  Le Corbillard de Jules de Serge Penard  — d'après son roman Le Corbillard de Jules.

Scénariste / Réalisateur
- 1965 : Du rififi à Paname de Denys de La Patellière  — dialoguiste et co-adaptateur avec Denys de La Patellière
- 1966 : Le Jardinier d'Argenteuil de Jean-Paul Le Chanois  — dialoguiste et co-adaptateur avec Jean-Paul Le Chanois et François Boyer
- 1966 : Le Soleil des voyous de Jean Delannoy  — dialoguiste et co-adaptateur avec Jean Delannoy
- 1968 : Le Tatoué de Denys de La Patellière  — adaptateur et dialoguiste des premières versions rejetées du scénario
- 1972 : Le Gang des otages d'Édouard Molinaro  — scénariste, adaptateur et dialoguiste
- 1971 : Chourave story de lui-même  — court métrage
- 1975 : Flic Story de Jacques Deray  — co-scénariste avec Roger Borniche et Jacques Deray
- 1977 : Le Gang de Jacques Deray  — co-scénariste avec Roger Borniche et Jean-Claude Carrière
- 1982 :  Le Corbillard de Jules de Serge Pénard  — co-scénariste avec Maurice Fasquel
- 1986 :  Le Solitaire de Jacques Deray  — co-scénariste avec Jacques Deray, Simon Michaël et Daniel Saint-Hamont.

Autres
- 1964 : La Prison  — documentaire.

### À la télévision
Fictions
- 1978 : Madame le juge d'Édouard Molinaro  — scénariste du premier épisode Le Dossier Françoise Muller
- 1978 : La Saison des voleurs de Michel Wyn  — adaptation et dialogues
- 1981 : Le Mythomane de Michel Wyn  — série de six épisodes
- 1982 : Le Grand Braquet de Maurice Fasquelle  — scénariste
- 2001 : L'Étrange Monsieur Joseph de Josée Dayan  — téléfilm adapté de son roman L'Étrange Monsieur Joseph.

Documentaires, émissions
- 1986 : Quel roman que ma vie ! de Daniel Costelle  — deux émissions consacrées à Alphonse Boudard
- 1989 : Les Grands Criminels de Daniel Costelle   — série documentaire.

## Hommages
En 2011, une de ses anciennes compagnes, l'écrivaine Laurence Jyl, lui consacre un livre.
Depuis 2013, une rue du 13e arrondissement de Paris, dans lequel il vécut une partie de son enfance, porte son nom,.